# Procoryphaeus violaceus
Procoryphaeus violaceus är en skalbaggsart som först beskrevs av Lewis 1905.  Procoryphaeus violaceus ingår i släktet Procoryphaeus och familjen stumpbaggar. Inga underarter finns listade i Catalogue of Life.